# ضامن بن شدقم
ضامن بن شدقم كان عالما نسّابة، مؤلّفا وشاعرا، أديبا وكاتبا. ولد بالمدينة المنورة، وقرأ على والده، ولما نشأ سافر إلى العراق وبلاد فارس (إيران حاليا) لطلب العلم، فجَمَع بها أنساب الطالبيين، وكان آخر خبر عن حياته في صفر سنة 1090 هـ بأصفهان. درس الفقه وغيره على السيّد عليّ بن محمد بن جُوَيبر الحسيني المدني. روى عن خاله السيّد محسن بن حسن الشَّدقَمي، وعن السيّد عبد الرضا بن شمس الدين بن علي الحسيني نزيل البصرة.

## نسبه
ضامن بن شدقم بن علي بن الحسن بن علي بن الحسن بن علي بن شدقم بن ضامن بن محمد بن عرمة بن نكيثة بن توبة بن حمزة بن علي بن عبد الواحد بن مالك بن الحسين شهاب الدين بن المهنا الأكبر بن داود أبي هاشم بن القاسم الأمير بن عبيد الله نقيب المدينة بن طاهر المحدث بن يحيى النسابة بن الحسن بن جعفر الحجة بن عبيد الله الأعرج بن الحسين الأصغر بن علي زين العابدين بن الحسين السبط بن علي بن أبي طالب، وعلي زوج فاطمة بنت محمد ﷺ.
فهو الحفيد 30 لرسول الله محمد ﷺ في سلسلة نسبه.

## مؤلفاته
له عدة مؤلفات في الأنساب:
- «تحفة الأزهار وزلال الأنهار في نسب أبناء الأئمة الأطهار»
- «لُبّ اللباب في ذكر السادة الأنجاب»
- «زهرة الأنوار في نسب الأئمّة الأطهار»

## ذريته
أعقب ثمانية ذكور وهم أبو القاسم جمال الدين وعبد رب الرسول محمد وإسماعيل وشدقم الأكبر وأبو الحسن محمد وشدقم الأصغر ومحمد فرح ومحمد طاهر. ومن الإناث: ثريّة وفتح شاه وخُزامة ورَوضة وخديجة وزينب وفاطمة وبَرود.